# Theodoros Vrontinos
Theodoros Vrontinos (griechisch Θεόδωρος Βροντινός; * 5. Januar 2001) ist ein griechischer Leichtathlet, der sich auf den Sprint spezialisiert hat.

## Sportliche Laufbahn
Erste internationale Erfahrungen sammelte Theodoros Vrontinos im Jahr 2019, als er bei den U20-Balkan-Meisterschaften in Cluj-Napoca in 10,76 s den vierten Platz im 100-Meter-Lauf belegte. Im Jahr darauf gewann er bei den U20-Balkan-Hallenmeisterschaften in Istanbul in 6,86 s die Silbermedaille im 60-Meter-Lauf und 2021 belegte er bei den Balkan-Meisterschaften in Smederevo in 10,65 s den siebten Platz über 100 Meter. Zudem gewann er dort mit der griechischen 4-mal-100-Meter-Staffel in 40,04 s die Silbermedaille hinter dem türkischen Team. Im Jahr darauf schied er mit der Staffel mit 39,11 s im Vorlauf bei den Europameisterschaften in München aus und 2023 wurde er bei der 1. Liga der Team-Europameisterschaft im Rahmen der Europaspiele in Chorzów in 39,34 s Vierter im B-Lauf. Im Jahr darauf belegte er bei den Balkan-Hallenmeisterschaften in Istanbul in 6,71 s den vierten Platz über 60 Meter und 2025 wurde er bei den Balkan-Hallenmeisterschaften in Belgrad in 6,82 s Achter.
2024 wurde Vrontinos griechischer Hallenmeister im 60-Meter-Lauf.

## Persönliche Bestleistungen
- 100 Meter: 10,51 s (+2,0 m/s), 18. Juli 2020 in Thessaloniki
  - 60 Meter (Halle): 6,67 s, 17. Februar 2024 in Piräus
- 200 Meter: 21,1970 s (+0,25 m/s), 6. Juni 2021 in Patras